# Rainer Hable
Rainer Hable (* 4. Mai 1972 in Linz) ist ein österreichischer Rechtsanwalt und ehemaliger Politiker (NEOS). Er war von 2013 bis 2017 Abgeordneter zum österreichischen Nationalrat.

## Ausbildung und Beruf
Hable besuchte den neusprachlichen Zweig eines Gymnasiums in Linz und maturierte 1990 in Deutsch, Englisch und Geographie.
Danach leistete er seinen Präsenzdienst als Offiziersanwärter und Einjährig-Freiwilliger bei den Jägern ab (1991). Er ist bis heute als Milizoffizier beim Militär aktiv.
In der Folge studierte er Rechtswissenschaften, Betriebswirtschaftslehre und Volkswirtschaftslehre an der Johannes Kepler Universität in Linz (1992–1999). Sein Wirtschaftsstudium setzte er in England fort, wo er 2002–2004 an der London School of Economics and Political Science (LSE) ein Postgraduate-Studium in Finanzwissenschaften (M.Sc. Public Financial Policy) absolvierte. 2010 promovierte er am Institut für Staatsrecht und Politische Wissenschaften der Universität Linz zum Dr. iur. (Titel: „Die Grenzen des Staates: Staatsaufgaben aus verfassungsrechtlicher Sicht“). Seine europarechtliche Ausbildung vertiefte er am Europäischen Hochschulinstitut in Florenz, an der Europäischen Rechtsakademie in Trier und beim Europäischen Forum in Alpbach. 
Beruflich war Hable Assistent an der Universität Linz, wo er zum Thema Finanzausgleich forschte und dabei die oö. Landesregierung beriet (2000). In der Folge war er in Brüssel im Generalsekretariat der EU-Kommission tätig (2001), wo er für die Beziehungen zum Parlamentarischen Ausschuss für Industrie, Forschung und Energie zuständig war. Nach Abschluss des Studiums an der LSE war Hable in London als Policy Advisor am UK Department for Transport tätig (2005) und lehrte Öffentliche Finanzen am Economics Department der London School of Economics and Political Science (2006). Nach seiner Rückkehr nach Österreich absolvierte er die Gerichtspraxis am Oberlandesgericht Wien (2007) und war in der Folge bei internationalen Anwaltskanzleien tätig (2008–2012). Als Rechtsanwalt liegt sein Schwerpunkt im Bereich Europarecht (Verfassungsrecht der Europäischen Union).

## Politik und Funktionen
Hable kandidierte bei der Nationalratswahl 2013 und erlangte ein Mandat über den Landeswahlkreis Oberösterreich. Er wurde am 29. Oktober 2013 als Abgeordneter angelobt und übernahm in der Folge die Funktionen des Fraktionssprechers für EU-Angelegenheiten, Landesverteidigung, Budget, Finanzen und ESM-Angelegenheiten im „Klub NEOS Das Neue Österreich und Liberales Forum“.
Er war zudem Mitglied des Nationalen Sicherheitsrates.
Als Finanzsprecher war Hable intensiv mit dem Hypo-Skandal befasst. Er initiierte die Anfechtung des Hypo-Sondergesetzes beim Verfassungsgerichtshof. Von Februar 2015 bis Oktober 2016 war er Fraktionsführer von NEOS im parlamentarischen Hypo-Untersuchungsausschuss. Er betrachtete die Causa insbesondere als Justiz-Skandal.
Im Juni 2017 wurde bekannt, dass er bei der Nationalratswahl 2017 nicht mehr für NEOS kandidieren wird. Hable schied daher mit Ablauf der XXV. Gesetzgebungsperiode am 9. November 2017 aus dem Nationalrat aus.